# Pulicchio di Gravina
Il Pulicchio di Gravina (in dialetto locale u pulìcchie) è una dolina carsica situata in territorio di Gravina in Puglia, a circa 10 km a nord dell'abitato a 535 m s.l.m., in prossimità della SP 238. È una delle più grandi cavità carsiche della Puglia dopo il Pulo di Altamura e condivide il termine "pulo" con il Pulo di Altamura, il Pulo di Molfetta e il Pulicchio di Toritto. Si differenzia da questi ultimi per la lieve ripidità delle pareti e per l'assenza di grotte. Secondo la classificazione di Michele Gortani rientra nella categoria delle cosiddette "doline a ciotola", dal momento che il profilo segue una curva continua e il dislivello risulta circa 5 volte più piccolo del diametro.
È assai vicina ad altre due forme carsiche, ossia Gurio Lamanna e la grave Tre Paduli.

## Dimensioni
La dolina ha forma ovoidale, e risulta di forma regolare e pendenza quasi costante su tutti i fronti (come è possibile notare dalle curve di livello della cartina). Il diametro è massimo in corrispondenza della direzione NNW-SE ed è pari 530 metri, mentre risulta più larga nella parte nord (400 metri) che nella parte sud (360 metri). Ha uno sviluppo lineare di circa 1600 metri e un'estensione di circa 175000 metri quadrati. Ha un dislivello massimo di 87 metri e la parte più bassa ha quota 477,5 metri s.l.m. Pertanto, sebbene un po' più piccolo del Pulo di Altamura, risulta essere un po' più profondo di quest'ultimo.

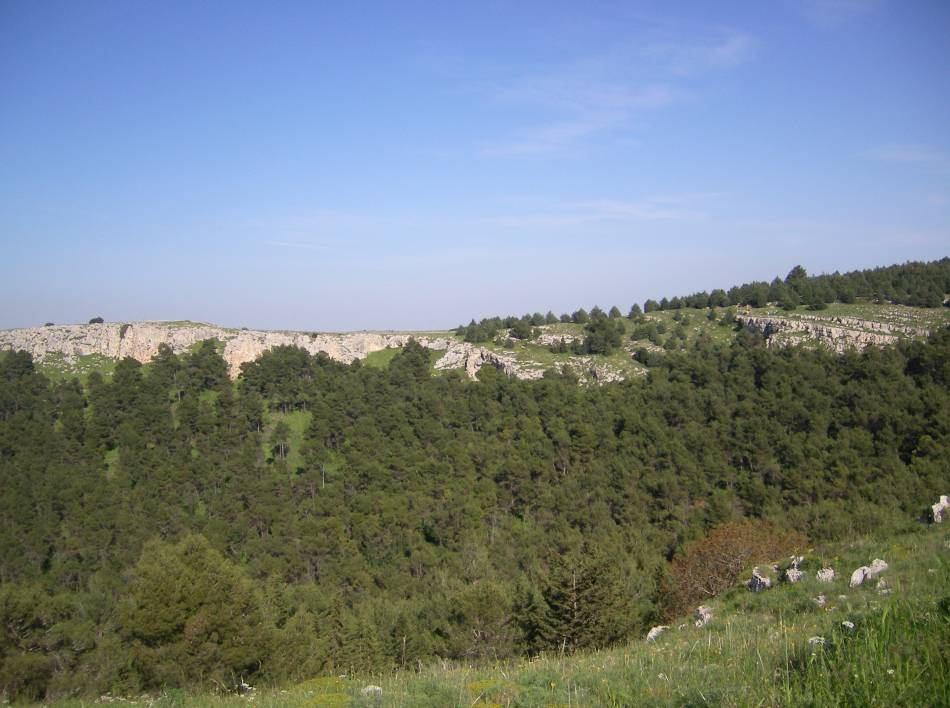
Vista del Pulicchio di Gravina

## Storia della ricerca scientifica sul Pulicchio di Gravina
Il primo studio scientifico risale a Carmelo Colamonico (1917). Precedentemente, solo F. Virgilio (1900) aveva accennato alla dolina in modo sommario (chiamandola "pulicchio") e ne aveva rintracciato, impropriamente, l'origine nell'"erosione acquea profonda". Secondo Virgilio, l'assenza di massi rocciosi infranti sul fondo dimostrerebbe lo "sprofondmaneto degli strati rocciosi avvenuto per erosione acquea profonda".
Carmelo Colamonico, invece, fa notare che è proprio l'assenza di massi rocciosi sul fondo a dar prova dell'origine per erosione superficiale della dolina.

## Etimologia
L'origine del toponimo pulo è ignota. Il nome è anche usato per le vicine doline Pulo di Altamura, Pulo di Molfetta e Pulicchio di Toritto. Il termine è attestato già dal Seicento, in quanto Domenico Santoro, pur riferendosi al Pulo di Altamura, nel 1688 scrisse "luogo detto dalli cittadini lo Pulo".

## Origine ed evoluzione

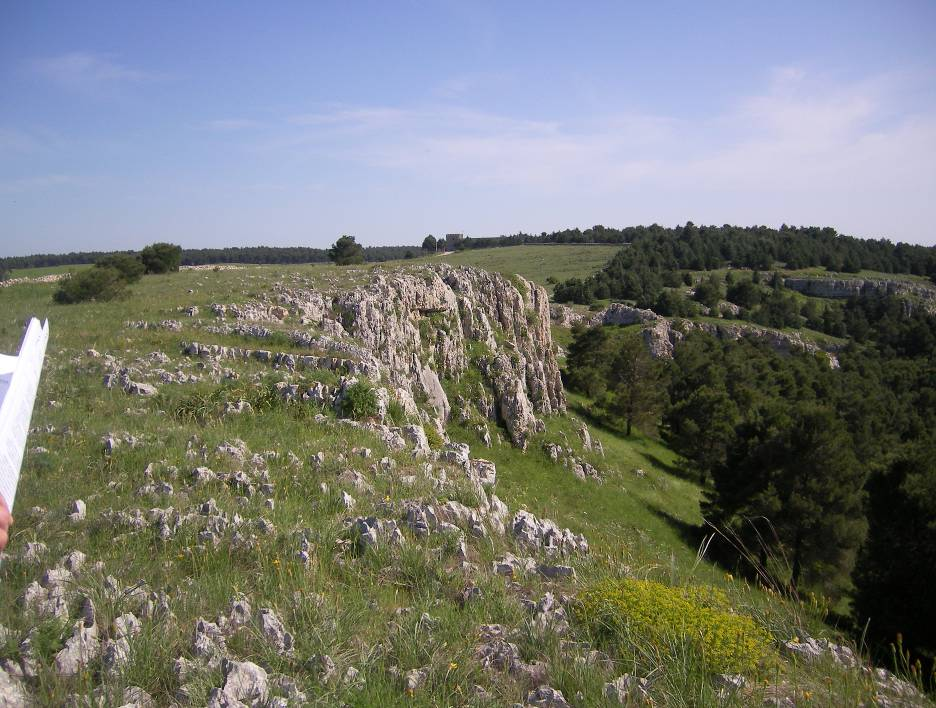
Roccia laterale al margine della dolina

L'origine del Pulicchio di Gravina è, in modo analogo al Pulo di Altamura, a Gurio Lamanna e ad altre doline del territorio, spiegabile attraverso il carsismo, ossia la doppia azione, fisica (erosione) e chimica (dissoluzione), cui i calcari delle Murge sono stati sottoposti nel corso dei millenni (e continuano a essere sottoposti).
A differenza delle altre forme carsiche, il Pulicchio di Gravina è il punto di chiusura di un bacino idrografico assai piccolo, e pertanto le acque raccolte nella dolina sono di modesta entità. Carmelo Colamonico fa notare che nella dolina non ricadono (perlomeno superficialmente) neppure le acque di pioggia della maggior parte delle aree a ridosso di esso. Le scarse acque di pioggia vengono assorbite assai rapidamente. Degna di nota l'affermazione di alcuni contadini del luogo, secondo cui "non si vede mai acqua nel fondo del pulicchio". Nella dolina non sono stati rinvenuti inghiottitoi.
Carmelo Colamonico sostiene che nella formazione del Pulicchio di Gravina sia stata prevalente l'erosione superficiale (dovuta al vento e ad altri agenti atmosferici e solo in piccola parte all'erosione e dissoluzione chimica dei calcari a contatto con l'acqua di pioggia del piccolo bacino idrografico). La semplice erosione superficiale, però, non spiegherebbe le sue grandi dimensioni e la vicinanza del Pulicchio di Gravina ad altre due grandi forme carsiche (Gurio Lamanna e Tre Paduli) che inequivocabilmente sono state originate dalla grande quantità di acqua di pioggia che in queste confluisce. D'altronde non si può neanche escludere che il bacino idrografico del Pulicchio di Gravina sia stato un tempo ben più grande di quello odierno e che si sia ridotto per la formazione dell'adiacente Gurio Lamanna oppure grave Tre Paduli. In una tale (alquanto improbabile) situazione la lama (o le lame) potrebbe essere stata divelta dalla formazione dell'adiacente Gurio Lamanna e l'erosione superficiale sarebbe sopraggiunta successivamente modellando i fronti della dolina. Ciononostante l'assenza di lame e la particolare forma ovoidale non sembrano suffragare una tale ipotesi.
Un'altra ipotesi (più probabile) è che si tratti di una "dolina di crollo", ossia generatasi per il cedimento della volta di una cavità ipogea.

## Curiosità
Nella cartina dell'Istituto Geografico Militare della fine dell'Ottocento, la dolina è riportata col nome di "Pulicchie", mentre sulla cartina a 250000 del Touring Club Italiano era addirittura scritto "Policchio". F. Virgilio è il primo a chiamarla col nome "Pulicchio", pur non aggiungendo "di Gravina" (per distinguerla dall'omonimo Pulicchio di Toritto).
Come si evince anche dalle foto di Carmelo Colamonico (1917), il pulicchio di Gravina era inizialmente privo di alberi. Negli anni cinquanta, infatti, è stata eseguita un'opera di rimboschimento.